# Језичка индустрија
Језичка индустрија је делатност посвећена олакшавању вишејезичне комуникације, усмене и писане. Према Генералном директорату за превођење Европске комисије, језичка индустрија обухвата делатности превођења, усменог превођења, титловања и синхронизације, глобализацију софтвера и веб страница, развој алата за језичке технологије, организацију међународних конференција, наставу језика и језичко саветовање. 
Према Канадском удружењу језичке индустрије, овај сектор обухвата превођење (са усменим превођењем, титловима и локализацијом), језичку обуку и језичке технологије. 
Европско удружење језичке индустрије ограничава сектор на превођење, локализацију, интернационализацију и глобализацију. 
Старији, можда застарели став ограничава језичку индустрију на рачунарску обраду језика  и сврстава је у индустрију информационих технологија.
Нови став проширује овај сектор тако да он укључује и уређивање за ауторе који пишу на другом језику - посебно енглеском - ради међународне комуникације. 

## Услуге
- Превођење
- Уређивање за ауторе: ауторско уређивање
- Уређивање за издаваче, нпр. уређивање текста, koректура (укључујући и компјутерски потпомогнуту лектуру ), развојно уређивање
- Усмено превођење језика
- Језичко образовање
- Развој алата за рачунарски потпомогнуто превођење
- Ексцерпција терминологије
- Локализација језика
- Локализација софтвера
- Машинско превођење

Особе које олакшавају вишејезичну комуникацију нудећи индивидуализоване услуге - превођење, усмено превођење, уређивање или подучавање језика - називају се језичким стручњацима.

## Развој
Превод као делатност постоји бар откад је човечанство пре миленијума почело да развија трговину ; тако да, ако укључимо и усмено превођење, није претерано рећи да је порекло језичке индустрије старије од порекла писменог језика.
Комуникациона индустрија се брзо развијала након доступности Интернета. Достигнућа у индустрији укључују способност брзог превођења дугих текстова на многе језике. Ово је створило нове изазове у поређењу са традиционалним активностима преводилаца, као што је осигурање квалитета. Постоје различити стандарди квалитета, као што су ИСО 17100 Међународне организације за стандардизацију (који се користи у Европи), CAN CGSB 131.10-2017 у Канади  и ASTM F2575-14 у САД-у. 
У истраживању које је наручио Генерални директорат за писмено превођење ЕК процењено је да је вредност језичке индустрије у европским државама чланицама у 2008. години износила 8,4 милијарде евра.  Највећи део - 5,7 милијарди евра - приписан је активностима писменог и усменог превођења, локализације софтвера и глобализације веб страница. Уређивање није узето у обзир. Истраживање је предвидело годишњу стопу раста од 10% за језичку индустрију. У време објављивања истраживања, 2009. године, криза је мање погодила језичку индустрију од осталих индустријских сектора.
Једно поље истраживања у овој индустрији укључује могућност машинског превођења које у потпуности замењује људско превођење. 

## Расправе
Цене услуга превођења данас су постале честа тема расправе,  јер неколико спољних сарадника за превођење наводно иде у потрагу за јефтином радном снагом. Професионална удружења попут IAPTI покушавају да зауставе развој ове ситуације.  Флуктуација валута је још један важан фактор. 
Поред тога, феномени попут краудсорсинга (набавке од мноштва сарадника) се појављују у великим преводима. 
Амерички председник Барак Обама је изнео критике након што је Бела књига 2009. године предложила подстицаје за аутоматско превођење.  